# Graubülbül
Der Graubülbül (Pycnonotus barbatus) ist ein in Afrika häufig vorkommender Sperlingsvogel aus der Familie der Bülbüls (Pycnonotidae).

## Merkmale
Der Graubülbül ist ein drosselähnlicher Vogel mit langem Schwanz (Körperlänge: 19–21 cm). Flügel, Kopf und Schwanz sind grau bis dunkelgrau gefärbt, während die Unterseite (bis auf die weißliche Steißregion) eine braungraue Färbung besitzt.  Am Kopf wächst manchmal ein kleiner Schopf.
Sein Ruf ist ein lautes "doctor-quick doctor-quick be-quick be-quick".

## Verbreitung

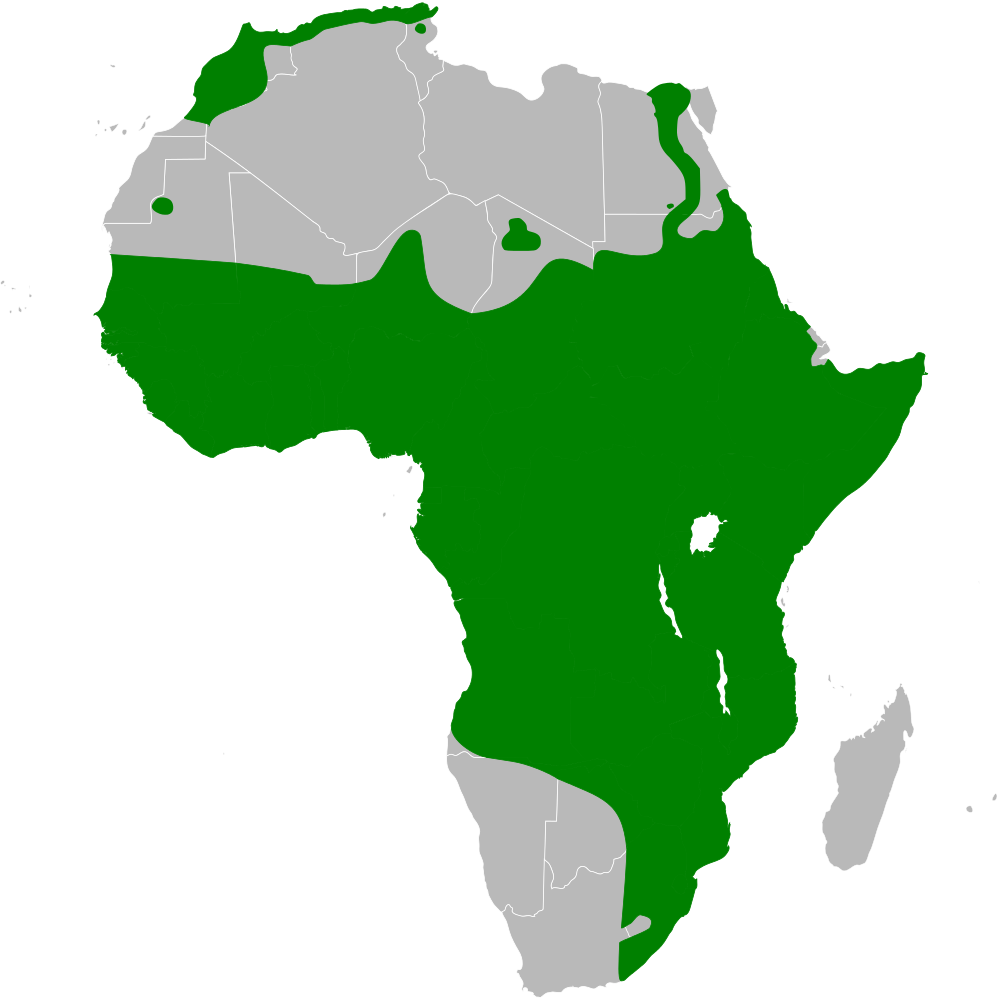
Verbreitung des Graubülbüls

Der Graubülbül ist in fast ganz Afrika verbreitet, abgesehen von den Wüsten Sahara und Namib sowie von Madagaskar und den anderen Inseln des Indischen Ozeans. Seit kurzem brütet er an der südlichsten Spitze Spaniens in Tarifa.
Was die Wahl seines Habitats angeht ist der Graubülbül nicht besonders wählerisch, solange ein Minimum an Wasser verfügbar ist.

## Fortpflanzung

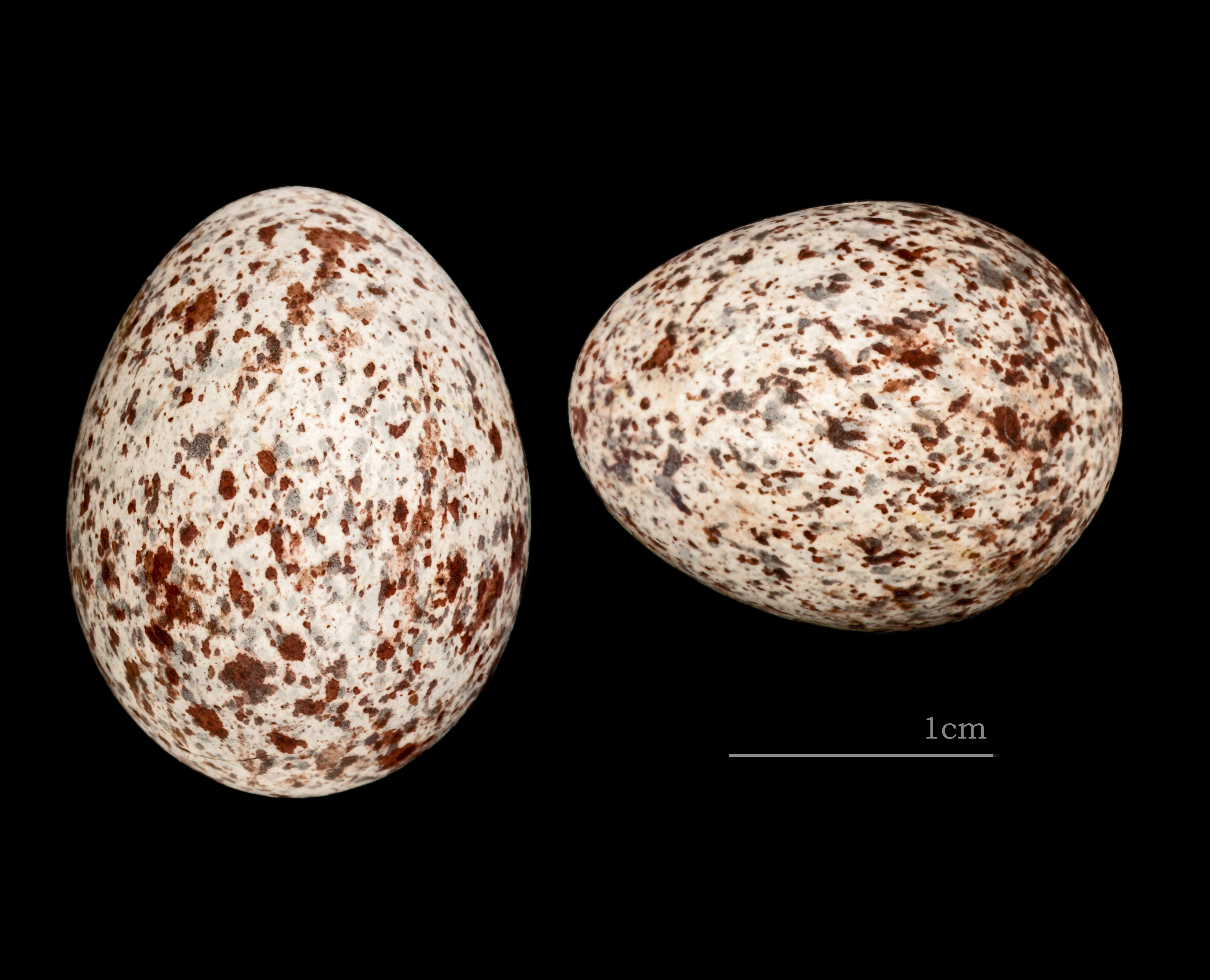
Pycnonotus barbatus inornatus

Der Vogel baut sein Nest in Gehölzen. Er brütet meist zwei Eier zwei Wochen lang aus. Die Nestlingszeit dauert weitere zwei Wochen.

## Nahrung
Er ernährt sich von Früchten und Insekten.